# 島根県道166号美郷飯南線
島根県道166号美郷飯南線（しまねけんどう166ごう みさといいなんせん）は、島根県邑智郡美郷町から飯石郡飯南町に至る一般県道である。

## 概要
邑智郡美郷町上川戸から飯石郡飯南町下赤名に至る。

### 路線データ
- 起点：邑智郡美郷町上川戸（上川戸交差点、国道375号交点）
- 終点：飯石郡飯南町下赤名（島根県道55号邑南飯南線交点）
- 総延長：14.4 km

## 歴史
- 1958年（昭和33年）6月13日 - 島根県告示第525号により認定される[1]。
- 1972年（昭和47年）8月1日 - 島根県の県道番号再編により島根県道166号邑智赤来線になる。
- 2004年（平成16年）10月1日 - 邑智郡邑智町・大和村が対等合併して邑智郡美郷町が成立したことに伴い起点の地名表記が邑智郡邑智町上川戸から邑智郡美郷町上川戸に変更される。
- 2005年（平成17年）1月1日 - 飯石郡赤来町・頓原町が対等合併して飯石郡飯南町が成立したことに伴い終点の地名表記が飯石郡赤来町下赤名から飯石郡飯南町下赤名に変更される。
- 2006年（平成18年）3月31日 - 島根県告示第363号により現行の路線名称に変更される[1]。

## 路線状況
邑智郡美郷町酒谷付近に1.5車線区間があるが、国道375号経由より道路事情が良く、距離も短いため国道54号（国道184号重用）と本路線は三次市や中国自動車道と大田市を結ぶ道として以前から利用されている。2006年（平成18年）5月30日に国道375号作木大和道路が開通し、国道375号・広島県道62号庄原作木線経由も有用になったが、依然として距離面では国道54号（国道184号重用）・本路線経由のほうが短い。
邑智郡美郷町酒谷では浜原ダム（邑智郡美郷町、江の川）と来島ダム（飯石郡飯南町、神戸川）を結ぶ送水管が頭上を通っており、冬にはそこから雪が落ちてくるおそれがあるため注意が必要である。

## 地理

### 通過する自治体
- 島根県
  - 邑智郡美郷町 - 飯石郡飯南町

### 交差する道路
| 交差する道路           | 市町村名 | 市町村名 | 交差する場所 | 交差する場所        |
| ---------------------- | -------- | -------- | ------------ | ------------------- |
| 国道375号              | 邑智郡   | 美郷町   | 上川戸       | 上川戸交差点 / 起点 |
| 島根県道55号邑南飯南線 | 飯石郡   | 飯南町   | 下赤名       | 終点                |

### 沿線
- JR西日本三江線 沢谷駅（廃駅）
- 美郷町役場沢谷交流センター
- 千原温泉
- 道の駅赤来高原（終点付近）